# Narayana Pandit
Narayana Pandit (in hindī नारायण पण्डित; 1340 circa – 1400 circa) è stato un matematico indiano, figlio di Nrsimha (a volte scritto Narasimha), fu uno dei primi importanti matematici della Scuola del Kerala.
Sappiamo che scrisse il suo famoso trattato di aritmetica Ganita Kaumudi nel 1356, ma di lui si sa poco altro. Scrisse un trattato di algebra detto Bijganita Vatamsa.
I suoi scritti matematici mostrano che fu fortemente influenzato da Bhaskara II; in effetti egli scrisse un minuzioso commentario sul Lilavati di Bhaskara II intitolato Karmapradipika (o Karma-Paddhati). Alcuni storici contestano il fatto che Narayana sia l'autore di questo commentario e lo attribuiscono a Madhava di Sangamagramma.

## Contributi matematici di Narayana
Nel Ganita Kaumudi Narayana considera le operazioni matematiche sui numeri. Come molti altri matematici indiani che si dedicarono all'aritmetica prima di lui, considera un algoritmo per moltiplicare i numeri, si dedica inoltre a particolari casi di radici quadrate. Una delle insolite caratteristiche del lavoro di Narayana Karmapradipika è che ha individuato sette metodi per calcolare le radici quadrate, cosa che non è stata trovata nel lavoro di nessun altro matematico indiano. 
Ha discusso un altro classico problema della matematica indiana, cioè determinare triangoli i cui lati hanno valori interi. 
In particolare diede una regola per determinare triangoli interi i cui lati differiscano di una unità e che contengano una coppia di triangoli rettangoli con lati interi e con un'altezza intera comune. In termini geometrici Narayana diede una regola per l'arco di circonferenza. Narayana derivò la sua regola per l'arco di circonferenza dalle regole di Mahavira per una "circonferenza allungata", figura simile all'ellisse. 
Narayana determinò anche una regola per calcolare approssimativamente il valore di una radice quadrata. Lo fece utilizzando un'equazione indeterminata di secondo grado: {\displaystyle Nx^{2}+1=y^{2}} (equazione di Pell), dove è N è il numero di cui si vuole determinare la radice quadrata. Se x e y sono una coppia di radici di questa equazione con x < y allora {\displaystyle {\sqrt {N}}}
è approssimativamente uguale a y/x.
Per illustrare questo metodo Narayana considera N = 10. Quindi trova le soluzioni x = 6, y = 19 da cui si ottiene il numero approssimato 19/6 = 3.1666, che è corretto alla seconda cifra decimale. Narayana dà quindi la soluzione x = 228, y = 721, da cui si ottiene il numero approssimato 721/228 = 3.162280, corretto alla quarta cifra decimale. Infine Narayana dà la coppia di soluzioni x = 8658, y = 27379, da cui si ottiene il numero approssimato 27379/8658 = 3.162277662, corretto all'ottava cifra decimale. Si può confrontare questo numero con il valore corretto alla decima cifra decimale: 3.1622776602.
Il tredicesimo capitolo del Ganita Kaumudi venne chiamato Rete di Numeri ed è dedicato alle serie numeriche. Per esempio, discusse alcuni problemi relativi alle progressioni aritmetiche. 
Il quattordicesimo capitolo, che è l'ultimo, del Ganita Kaumudi contiene una dettagliata discussione sul quadrato magico e su altre figure simili. Narayana diede le regole per la formazione del doppio pari, di quadrati magici perfetti di ordine pari e dispari unitamente a triangoli, rettangoli e cerchi magici. Ha utilizzato formule e regole per collegare i quadrati magici e le serie aritmetiche. Ha scoperto i metodi per determinare la "differenza orizzontale" e il primo termine di un quadrato magico di cui siano date il valore costante e il numero di termini. Ha anche dato le regole per determinare la "differenza verticale" nel caso in cui questa informazione sia determinabile. 
I lavori di Narayana contengono inoltre:
- la soluzione di equazioni indeterminate di ordine superiore al secondo.
- Operazioni matematiche con lo zero.
- Numerose regole geometriche.

Esistono inoltre prove che Narayana diede contributi minori alle idee relative al calcolo differenziale che trova fondamento nel lavoro di Bhaskara II. Narayana ha contribuito anche allo studio dei quadrilateri ciclici.

## Opere
- Ganita Kaumudi (1356)
- Bijganita Vatamsa
- Karmapradipika